# Aloe (botanica)
Aloe L., 1753 (nome volgare italiano: àloe o aloè) è un genere di piante succulente xerofile della famiglia delle Asfodelacee che raggruppa oltre 500 specie.

## Distribuzione e habitat
Il genere è originario dell'Africa ed è molto comune in Africa meridionale, sulle montagne dell'Africa tropicale e nelle aree limitrofe al continente (Madagascar e Penisola arabica).

## Tassonomia
Il genere comprende oltre 500 specie, tra cui:
- Aloe angelica Pole-Evans
- Aloe arborescens Mill.
- Aloe brevifolia Mill.
- Aloe castanea Schönland
- Aloe comosa Marloth & A.Berger
- Aloe distans Haw.
- Aloe excelsa A.Berger
- Aloe ferox Mill.
- Aloe glauca Mill.
- Aloe humilis (L.) Mill.
- Aloe isaloensis H.Perrier
- Aloe khamiesensis Pillans
- Aloe longistyla Baker
- Aloe maculata All.
- Aloe perryi Baker
- Aloe pictifolia D.S.Hardy
- Aloe polyphylla Pillans
- Aloe pratensis Baker
- Aloe squarrosa Baker ex Balf.f.
- Aloe striata Haw.
- Aloe tauri L.C.Leach
- Aloe tormentorii (Marais) L.E.Newton & G.D.Rowley
- Aloe vaombe Decorse & Poiss.
- Aloe vera (L.) Burm.f.
- Aloe zebrina Baker

### Sinonimi obsoleti
Alcune specie attribuite in passato al genere Aloe sono state segregate in altri generi:
- Aloe aristata Haw. = Aristaloe aristata (Haw.) Boatwr. & J.C.Manning
- Aloe barberae Dyer = Aloidendron barberae (Dyer) Klopper & Gideon F.Sm.
- Aloe ciliaris Haw. = Aloiampelos ciliaris (Haw.) Klopper & Gideon F.Sm.
- Aloe dichotoma Masson = Aloidendron dichotomum (Masson) Klopper & Gideon F.Sm.
- Aloe dinteri A.Berger = Gonialoe dinteri (A.Berger) Boatwr. & J.C.Manning
- Aloe pillansii L.Guthrie = Aloidendron pillansii (L.Guthrie) Klopper & Gideon F.Sm.
- Aloe plicatilis (L.) Mill. = Kumara plicatilis (L.) G.D.Rowley
- Aloe ramosissima Pillans = Aloidendron ramosissimum (Pillans) Klopper & Gideon F.Sm.
- Aloe variegata L. = Gonialoe variegata (L.) Boatwr. & J.C.Manning

## Usi

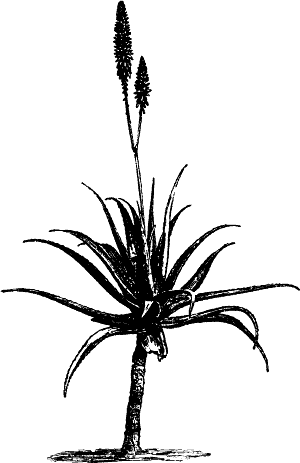
Aloe

- Svolge un'azione antinfiammatoria, antidolorifica, antiparassitaria e stimolante delle difese immunitarie, oltre a essere sedativo e antiemorragico.[4]
- I tessuti carnosi sono usati freschi su piccole ustioni, per uso interno in gastriti e ulcere, e come cosmetici.
- La polpa appena estratta o stabilizzata con procedimenti antiossidatori, viene usata efficacemente contro scottature, irritazioni della pelle e per combattere la psoriasi[senza fonte].
- La resina estratta viene usata da lassativo in medicina popolare e fitomedicina sin dal Medioevo, in quanto stimola la contrazione della muscolatura del grosso intestino, ma già ai tempi di Dioscoride (I secolo d.C.) erano note le sue proprietà.[senza fonte]
- Alcune specie come Aloe arborescens sono utilizzate per realizzare dei preparati con un alto contenuto di sostanze ritenute antitumorali.[senza fonte]
- Estratti dei tessuti carnosi sono utilizzati sin dall'antichità come essenza odorosa per profumi, e nuovamente persino in alimenti (obsoleto per il contenuto di antrachinoni lassativi).
- Alcune specie sono coltivate per ornamento.